# Clemente Biondetti
 Clemente Biondetti  va ser un pilot de curses automobilístiques italià que va arribar a disputar curses de Fórmula 1.
Clemente Biondetti va néixer el 18 d'agost del 1898 a Buddusò, Sardenya i va morir el 24 de febrer del 1955 a Florència.

## A la F1
Va debutar a la setena cursa de la història de la Fórmula 1 disputada el 3 de setembre del 1950, el GP d'Itàlia, que formava part del campionat del món de la temporada 1950 de F1 (era l'última cursa de la temporada).
Clemente Biondetti no va participar en cap més cursa puntuable pel campionat de la F1, encara que si va córrer diverses proves no puntuables per la F1.

## Resultats a la F1
| Any  | Equip              | Xassís  | Motor  | 1   | 2   | 3   | 4   | 5   | 6   | 7       | Posició | Punts |
| ---- | ------------------ | ------- | ------ | --- | --- | --- | --- | --- | --- | ------- | ------- | ----- |
| 1950 | Clemente Biondetti | Ferrari | Jaguar | GBR | MON | 500 | SUI | FRA | BEL | ITA Ret | -       | 0     |

### Resum
| Curses: | Victòries: | Pòdiums: | Poles: | Voltes ràpides: | Punts: |
| ------- | ---------- | -------- | ------ | --------------- | ------ |
| 1       | 0          | 0        | 0      | 0               | 0      |